# 皮奥扎诺
皮奥扎诺（義大利語：Piozzano），是意大利皮亚琴察省的一个市镇。总面积43平方公里，人口641人，人口密度14.9人/平方公里（2009年）。ISTAT代码为033034。